# Cornufer nakanaiorum
Espèce
Synonymes
- Platymantis nakanaiorum Brown, Foufopoulos & Richards, 2006

Statut de conservation UICN

 DD  : Données insuffisantes
Cornufer nakanaiorum est une espèce d'amphibiens de la famille des Ceratobatrachidae.

## Répartition
Cette espèce est endémique de Nouvelle-Bretagne en Papouasie-Nouvelle-Guinée. Elle se rencontre dans le nord des monts Nakanai de 1 500 à 1 700 m d'altitude.

## Étymologie
Cette espèce est nommée en l'honneur des Nakanai.

## Publication originale
- Brown, Foufopoulos & Richards, 2006 : New species of Platymantis (Amphibia; Anura; Ranidae) from New Britain and redescription of the poorly known Platymantis nexipus. Copeia, vol. 2006, no 4, p. 674-695.